# Gymnanthemum amygdalinum
Gymnanthemum es un género  de plantas fanerógamas de la familia de las asteráceas, es originaria de Sudamérica. 

## Distribución
Es un endemismo de Brasil, donde se encuentra en la Amazonia, el Cerrado y la Mata Atlántica, y se distribuye por Acre, Bahia, Mato Grosso, Mato Grosso do Sul, São Paulo, Río de Janeiro y Paraná. Es el más cultivado en jardines y huertos brasileños. Su origen es africano, después de haber sido traído por los esclavos en la época colonial.

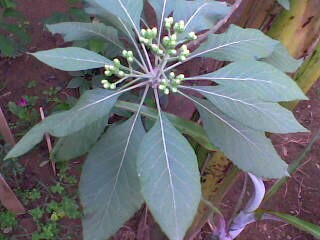
Hojas

## Propiedades
Se considera como hoja sagrada, Abo, asociado con deidades Ogum y Oxalis, la "supervivencia" de la cultura africana en Brasil, que constituyen la etnomedicina y Candomblé yeyé con el nombre de Aluma, Àlùmón, Éwúró en los rituales de iniciación, limpieza, y baños de purificación.
Sus hojas se utilizan para la medicina popular en forma de infusiones o jugos en el tratamiento del ardor de estómago, malestar estomacal y en control de la gastritis, contra la resaca y como tónico amargo, estimulante de la digestión y el apetito.
Puede producir irritación de la mucosa del estómago si se usa en dosis elevadas.

## Taxonomía
Gymnanthemum amygdalinum fue descrita por (Delile) Sch.Bip. ex Walp. y publicado en Repertorium Botanices Systematicae. 2: 948. 1843.
Sinonimia
- Vernonanthura condensata (Baker) H. Rob.
- Vernonia bahiensis Toledo
- Vernonia condensata Baker
- Vernonia sylvestris Glaz.
- Vernonia amygdalina Delile basónimo[6]